# Billy Midwinter
William Evans Midwinter (auch bekannt als Billy Midwinter; * 19. Juni 1851 in St. Briavels, Vereinigtes Königreich; † 3. Dezember 1890 in Melbourne, Australien) war ein australischer Cricketspieler, der 1877 und zwischen 1883 und 1887 für die australische Nationalmannschaft und zwischen 1881 und 1882 für die englische Nationalmannschaft spielte.

## Kindheit
Geboren in England, wanderte die Familie von Billy Midwinter im Jahr 1861 nach Australien aus.

## Aktive Karriere
Midwinter spielte zunächst für den Bendigo United Cricket Club und gab sein First-Class-Debüt für Victoria in der Saison 1874/75. Er war dann Teil der australischen Mannschaft beim Test überhaupt der gegen England in der Saison 1876/77 ausgetragen wurde und konnte dabei als Bowler 5 Wickets für 78 Runs erreichen. Er reiste dann mit dem englischen Team zurück nach England und spielte dort in der Saison 1877 für  Gloucestershire. Er pendelte dann in der Folge zwischen den beiden Ländern. In 1878 kam Australien für eine First-Class-Tour nach England und Midwinter spielte zunächst für diese. Als er sich im Juni für ein Spiel gegen Middlesex in Lord’s vorbereitete, kam W. G. Grace zu ihm und wies ihn darauf hin, dass er weiter für Gloucestershire unter Vertrag stand und daher im ebenfalls in London befindlichen Oval zu spielen habe. Nach einer Auseinandersetzung gab Midwinter nach. Er verblieb bis 1880 in England, bevor er wieder begann zu pendeln. Seine nächste Teilnahme bei einer Tour fand in der Saison 1881/82 ebenfalls in Australien statt, wobei er dieses Mal für England spielte. Im abschließenden vierten Test erzielte er dabei 4 Wickets für 81 Runs. Er reiste für die Saison 1882 danach noch ein Mal nach England, um für Gloucestershire zu spielen, kam dann jedoch permanent nach Australien zurück. So spielte er dann bei der Ashes Tour 1882/83 wieder einen Test für Australien. Er spielte dann noch zwei weitere Touren für Australien. So reiste er in der Saison 1884 nach England und war Teil des australischen Teams, das in der Saison 1886/87 gegen England spielte. Jedoch konnte er in keinem der Tests der beiden Touren herausstechen.

## Nach der aktiven Karriere
Er versuchte sich zunächst im Aktienhandel, doch als dies nicht gelang, widmete er sich im Betrieb von mehreren Hotels in Melbourne. Midwinter hatte im Jahr 1888 und 1889 schwere Schicksalsschläge zu verkraften, als seine Frau und zwei seiner Kinder verstarben. Das verbliebene Kind litt dann an Hüftproblemen. Er zog zu seiner Schwester, wo er psychische Probleme aufwies und sein Verhalten eine negative Wendung nahm. Nachdem er gewalttätig wurde, kam er zunächst in ein Krankenhaus und wurde dann in eine Anstalt eingeliefert. Im weiteren Verlauf erlitt er Lähmungen. Er verstarb in der Anstalt im Dezember 1890 im Alter von 39 Jahren. Eine Untersuchung kam zu dem Schluss, dass Midwinter an einer Gehirnerkrankung litt. Aus heutiger Sicht ist es wahrscheinlich, dass er an unbehandelter Syphilis litt, die auch für den Tod seiner Familie verantwortlich sein könnte.